# Fotbal Club Olimpia Satu Mare
Il Fotbal Club Olimpia Satu Mare è una società calcistica rumena con sede nella città di Satu Mare, fondata nel 1921 e gioca in Liga III.

## Storia
Fondato nel 1921, il club partecipa alle fasi provinciali del campionato. Vince nel 1926 il proprio girone e viene ammesso alle finali nazionali dove viene sconfitto ai quarti dal Chinezul Timișoara (futuro campione) 6-1. Nel 1934, a seguito della riforma del campionato, viene ammesso in Divizia B, ottenendo una promozione al termine della stagione 1936-37. Nel massimo campionato disputa una sola stagione, arrivando ultima nel proprio girone e venendo perciò retrocessa.
Dopo la seconda guerra mondiale la storia del club è caratterizzata da fusioni, riorganizzazoni societarie, scandali e in generale ha disputato campionati nelle serie minori. A partire dall'inizio degli anni 70 ha ricominciato ad essere competitivo: dopo aver disputato buoni campionati nella seconda serie, al termine della stagione 1973-74 viene promosso in Divizia A, vincendo il proprio girone con 9 punti di vantaggio. Il nono posto col quale termina il primo campionato rimane il miglior risultato della storia del club. Nel 1978 raggiunge la finale di Coppa di Romania perdendo contro l'Universitatea Craiova 3-1
Nel 1980 viene retrocesso in Divizia B e nel 1993, a causa di uno scandalo grazie al quale viene penalizzato di 4 punti, in Divizia C. Nella terza serie rimane due anni, torna prima in Divizia B e successivamente, nella stagione 1998-99 in Divizia A, dove rimane solo un anno, avendo concluso il campionato all'ultimo posto con soli 13 punti conquistati.
Negli anni 2000 continua il declino fino alla retrocessione in Liga IV.

## Nomi ufficiali
Il club ha assunto i seguenti nomi
- 1921-1932: Olympia
- 1932-1947: Olympia C.F.R.
- 1948-1949: C.F.R.
- 1950-1951: Locomotiva
- 1952-1956: Progresul
- 1957-1959: Someşul
- 1961-1965: A.S.M.D. (Asociatia sportivă muncitoresc-dinamovistă)
- 1965-1967: Sătmăreana
- 1967-1968: Metalul
- 1968-1987: F.C. Olimpia
- 1987-1989: F.C. Olimpia I.U.M.
- 1990-1992: F.C. Olimpia
- 1992-1993: S.C. Olimpia (s.c. Olimpia s.r.l.)
- 1993-2001: F.C. Olimpia
- 2002 : C.F. Olimpia 1921
- 2002- : A.C.F. Olimpia 1921

## Stadio
Il club gioca gli incontri casalinghi nello Stadionul Olimpia, impianto costruito nel 1942 dotato di pista di atletica per una capienza di 18.000 spettatori

## Palmarès

### Competizioni nazionali
- Liga II: 1

1997-1998
- Liga III: 1

2012-2013

### Altri piazzamenti
- Coppa di Romania:

Semifinalista: 1977-1978